# Слетіоара (Олт)
Слетіоара (рум. Slătioara) — село у повіті Олт в Румунії. Входить до складу комуни Слетіоара.
Село розташоване на відстані 140 км на захід від Бухареста, 4 км на південний захід від Слатіни, 41 км на схід від Крайови.

## Населення
За даними перепису населення 2002 року у селі проживали 2229 осіб. Усі жителі села рідною мовою назвали румунську.
Національний склад населення села:
| Національність | Кількість осіб | Відсоток |
| -------------- | -------------- | -------- |
| румуни         | 2210           | 99,1%    |
| цигани         | 19             | 0,9%     |